# Fafa Touray
Fafa K. Touray (* 20. Jahrhundert) ist ein gambischer Politiker.

## Leben
| Parlamentswahl | Stimmen | Stimmanteil |
| -------------- | ------- | ----------- |
| 1997           | 3.134   | 61,69 %     |

Touray trat bei der Wahl zum Parlament 1997 als Kandidat der Alliance for Patriotic Reorientation and Construction (APRC) im Wahlkreis Lower Saloum in der Janjanbureh Administrative Area an. Mit 61,69 % gewann er den Wahlkreis vor Abdou Mamsamba Njie von der National Reconciliation Party (NRP) und Ebou Faal von der United Democratic Party (UDP).
Bei den Regionalwahlen in Gambia 2002 trat Touray bei der Wahl in der Kuntaur Administrative Area an und wurde mit 50,20 % der Stimmen vor Dullo Bah von der  NRP zum Vorsitzenden des Kuntaur Area Council gewählt. Im November 2006 wurde bekannt, dass Touray vom Posten des Vorsitzenden des Area Council zurückgetreten war, nachdem er einige Monate zuvor in den Vereinigten Staaten gereist war, wo er bleiben wollte.